# Hotel Berlin, Berlin

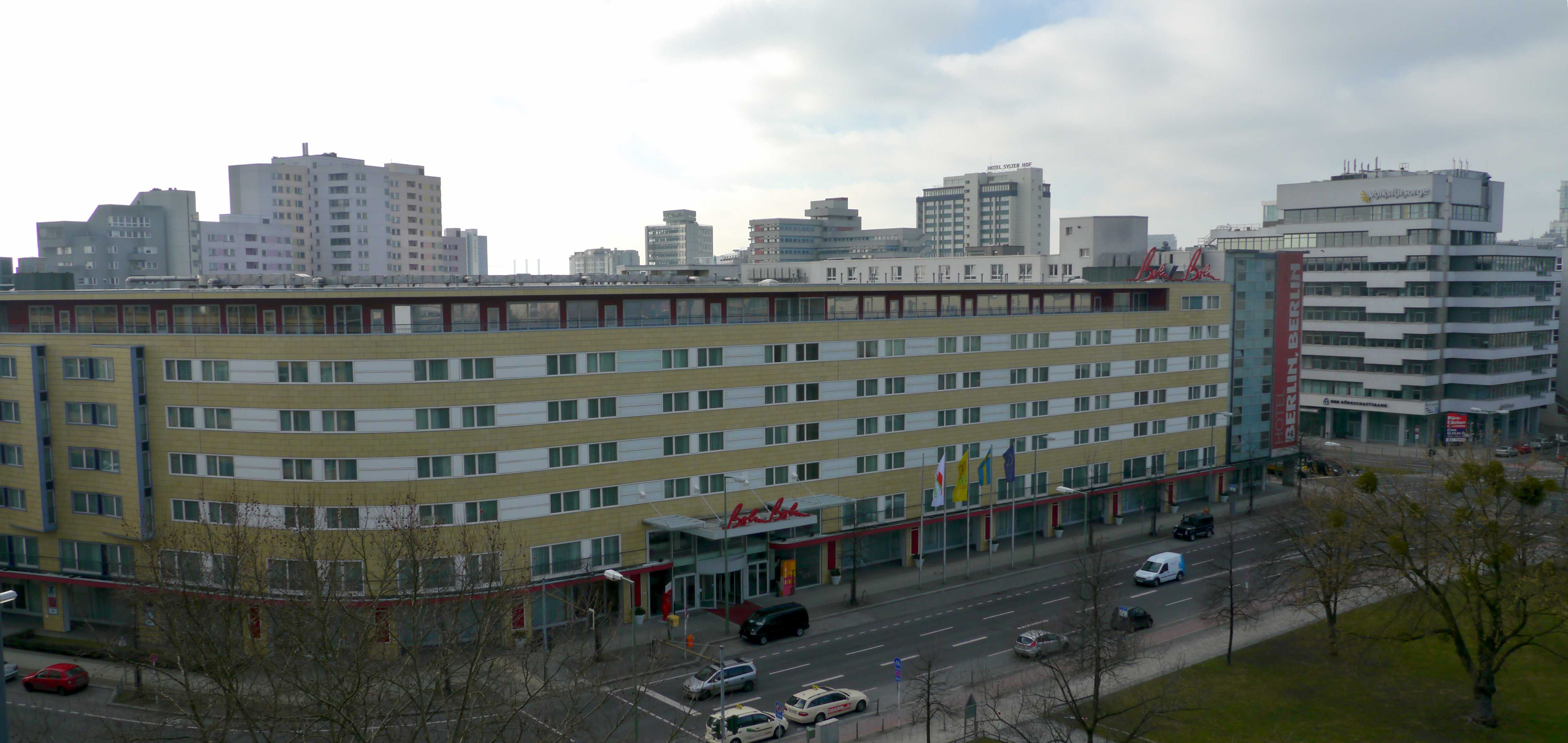
Das Hotel Berlin, Berlin im Jahr 2011

Das Hotel Berlin, Berlin (ehemals: Hotel Berlin) ist ein 4-Sterne-Haus und gehört zu den größten Hotels in Deutschland. Der seit 1958 mehrfach erweiterte Gebäudekomplex befindet sich im Berliner Ortsteil Tiergarten (Bezirk Mitte) am Lützowplatz.

## Geschichte

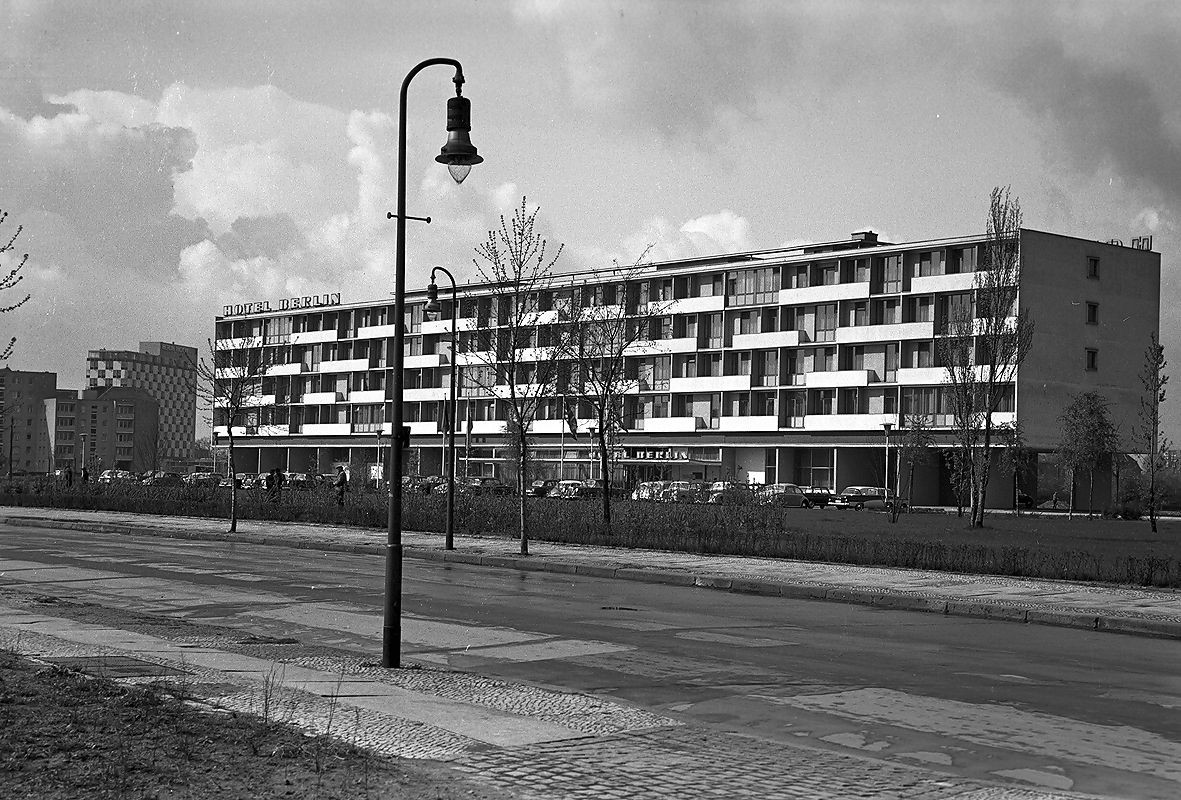
Hotel Berlin, 1960

Das damalige Hotel Berlin wurde 1958 im Westteil Berlins eröffnet. Ursprünglich stand auf dem nach 1945 abgeräumten Grundstück zwischen Lützowplatz und Kurfürstenstraße unter anderem die kriegszerstörte Gründerzeitvilla von Willy Huth, dem Erbauer des legendären Weinhauses Huth am Potsdamer Platz.
Der erste Bauabschnitt wurde von Paul Schwebes und Hans Schoszberger im Stil der Nachkriegsmoderne errichtet. Der elegante langgestreckte Bau wies in seiner Fassadengestaltung Parallelen zum kurz vorher fertiggestellten Zentrum am Zoo auf und orientierte sich mit seinem Hoteleingang zur Kurfürstenstraße. Modellaufnahmen zeigen einen etwa 20-geschossigen Turm, ähnlich dem zeitgleich errichteten Berlin Hilton, der allerdings nicht verwirklicht wurde.
In den 1980er Jahren und im Jahr 1996 wurde das Gebäude mit zwei weiteren Hotelflügeln erweitert. Die erste Erweiterung fand im Rahmen der Internationalen Bauausstellung 1987 (IBA Berlin) statt. Städtebauliche Figur und Fassaden des Erweiterungsbaus wurden von Benedict Tonon und Klaus Theo Brenner entworfen. Die weitere Planung des Erweiterungsbaus stammen von dem Architekten Michael König. König hat im Hotel mehrere Umbauten geplant und bei beiden großen Erweiterungen mitgearbeitet. Beim 1990er-Jahre-Anbau war König ebenfalls involviert; der Hoteltrakt entlang der Schillstraße entstand 1993–1996 in Zusammenarbeit mit der Betz Architekten Planungsgesellschaft.
Heute verfügt das Haus über 701 Zimmer und Suiten in sechs Kategorien, mehrere Restaurants und Bars sowie eines der wenigen Gartenrestaurants der Stadt.
Im Jahr 2006 übernahm das schwedische Unternehmen Pandox AB das Hotel Berlin.
Es ist eines der größten Kongress-Hotels Berlins. Der Konferenz- und Veranstaltungsbereich steht für Veranstaltungen mit über 3000 m² Gesamtfläche zur Verfügung. Insgesamt sind 48 Veranstaltungsräume vorhanden.